# Stadio Olimpico di Torino
Stadio Olimpico di Torino je stadion u Torinu na kojemu nastupa nogometni klub Torino, dok je Juventus nastupao do 2011. godine i izgradnje Juventus Stadiuma.

## Vanjske poveznice
- Službena web stranica  Arhivirana inačica izvorne stranice od 17. veljače 2013. (Wayback Machine)